# ФК Перецеш

ФК Перецеш (мађ. Perecesi Torna Klub), је био мађарски фудбалски клуб . Седиште клуба је било у Мишколца, Мађарска. Боје клуба су црвено−црна.

## Историјат клуба
Клуб је основан 1923. године а угашен 1975. године. Клуб је добио име по делу Мишколца који се звао Перецеш. Клуб је дебитовао у елитној мађарској лиги у сезони 1946/47. Првенство је завршио на петнаестом месту и испао из лиге. 

## Историјат имена
- 1920–1949 ТК Перецеш − Perecesi TK
- 1949–1951 ТК Тарна Перецеш − Perecesi Tárna TK
- 1951–1957 СК Бањас Перецеш − Perecesi Bányász SK
- 1957–1958 ТК Перецеш − Perecesi TK
- 1958–1959 Бањас Перецеш − Perecesi Bányász
- 1959–1975 Бањас Мишколц − Miskolci Bányász
- 1975: угашен

## Достигнућа
- Прва лига Мађарске у фудбалу:
  - 15. место (1) :1946/47.
- Друга лига Мађарске у фудбалу:
  - шампион (1) :1945/46.
- Трећа лига Мађарске у фудбалу:
  - шампион (1) :1930/31.
  - шампион (1) :1962/63.